# Anolis ricordii
Anolis ricordii (гаїтянський велетенський аноліс) — вид ігуаноподібних ящірок родини анолісових (Dactyloidae). Ендемік острова Гаїті.

## Підвиди
Виділяють чотири підвиди:
- Anolis ricordii ricordii Duméril & Bibron, 1837 — Гаїті і захід Домініканської Республіки;
- Anolis ricordii leberi Williams, 1965 — південні схили масиву де ла Отт[en];
- Anolis ricordii subsolanus Schwartz, 1974 — південні схили гір Ла-Сель;
- Anolis ricordii viculus Schwartz, 1974 — північні схили масиву де ла Отт.

## Поширення і екологія
Гаїтянські велетенські аноліси мешкають в Гаїті та на заході Домініканської Республіки. Вони живуть у вологих тропічних лісах, трапляються на плантаціях. Зустрічаються на висоті до 1400 м над рівнем моря.

## Збереження
МСОП класифікує стан збереження цього виду як близький до загрозливого. Anolis ricordii загрожує знищення природного середовища.